# Preetz (près de Stralsund)

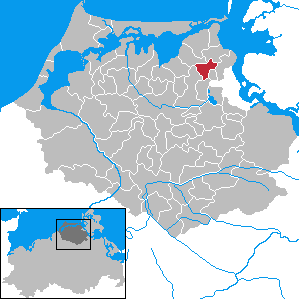
Localisation geographique

Preetz est une municipalité allemande du land de Mecklembourg-Poméranie-Occidentale et l'arrondissement de Poméranie-Occidentale-Rügen.